# Nordson Corporation
Die Nordson Corporation ist ein US-amerikanischer Hersteller von Präzisionsanlagen zum Auftrag von Klebstoffen, Dichtstoffen und Beschichtungen. Das Unternehmen hat seinen Hauptsitz in Westlake, Ohio und Betriebsstätten in über 30 Ländern.

## Geschichte
Das Unternehmen geht zurück auf die 1909 gegründete U.S. Automatic Company. Man spezialisierte sich damals auf die Produktion von Niedrigkosten-Drehteilen für die Automobilindustrie. 1935 erfolgte die Verlagerung des Produktionsschwerpunktes auf die Herstellung von Hochpräzisionsteilen unter der Leitung des damaligen Firmengründers Walter G. Nord.
1954 wurde die Nordson Corporation von den beiden Brüdern Eric und Evan Nord in Amherst, Ohio als Abteilung der U.S. Automatic Corporation gegründet. Das damalige Geschäftsmodell konzentrierte sich auf die Patente für das heiße und luftlose Verfahren zum Auftragen von Lacken und Beschichtungsstoffen. Mitte der 1960er Jahre wurde die U.S. Automatic Corporation schließlich in die Nordson Corporation integriert.
Gegen Ende der 1980er Jahre begann man mit der Übernahme anderer Unternehmen, um die eigene Marktposition zu stärken. Das erste Unternehmen, das von Nordson übernommen wurde, war die Industrial Coating Aktiebolag. Diese Strategie verfolgte das Unternehmen auch in den 1990er Jahren weiter und akquirierte weitere Firmen.

## Produkte
Nordson produziert Anlagen und Systeme zum Auftragen von Lackierungen, Dichtstoffen und Beschichtungen auf verschiedene Kunststoff-, Metall- und Holzprodukte.

## Auszeichnungen
- Deutscher Verpackungspreis 2010 für den MiniBlue II™ Schmelzklebstoff-Auftragskopf[2]